# ヘッダ (小惑星)
ヘッダ (207 Hedda) は、小惑星帯に位置する小惑星の一つでC型小惑星に分類される。
1879年10月17日にオーストリアの天文学者、ヨハン・パリサがポーラ（現クロアチア領プーラ）で発見し、天文学者フリードリヒ・ヴィネッケの妻ヘドウィグ (Hedwig) の名前にちなんで命名された。